# Última Esperanza
Última Esperanza is een provincie van Chili in de regio Magallanes y la Antártica Chilena. De provincie telde 22.686 inwoners in 2017 en heeft een oppervlakte van 55.444 km². Hoofdstad is Puerto Natales. Hier bevindt zich ook Nationaal park Torres del Paine.

## Gemeenten
Última Esperanza is verdeeld in twee gemeenten:
- Natales
- Torres del Paine